# 422
422 (CDXXII) fue un año común comenzado en domingo del calendario juliano, en vigor en aquella fecha.
En el Imperio romano, el año fue nombrado el del consulado de Honorio y Teodosio, o menos comúnmente, como el 1175 Ab urbe condita, adquiriendo su denominación como 422 a principios de la Edad Media, al establecerse el anno Domini.

## Acontecimientos
- 10 de septiembre: comienza el pontificado de Celestino I, hasta 432; sucede a Bonifacio I. Introduce en Roma el canto antifonal para la música litúrgica.[1]
- El Taoísmo se organiza como religión en China.
- Los vándalos derrotan a los ejércitos romanos en el sur de la península ibérica.
- Los hunos cruzan el río Danubio y atacan territorio del Imperio romano de Oriente, amenazando Constantinopla. El emperador Teodosio II acepta pagar un tributo a cambio de la paz.
- Teodosio II y el rey persa Bahram V firman un tratado de paz de 100 años de duración, por el cual se tolera la presencia de los cristianos en Persia y la de los zoroastristas en el Imperio romano de Oriente.
- Desciende el valor del oro en la zona oriental del Imperio romano, por la abundancia de dicho metal.
- Un terremoto daña el Coliseo de Roma.

## Nacimientos
- Licinia Eudoxia, emperatriz romana.

## Fallecimientos
- 4 de septiembre: Bonifacio I, papa.
- Charaton: rey de los hunos.
- Máximo de Hispania, usurpador, ejecutado en el circo de Rávena.
- Fa Xian, monje budista chino (fecha aproximada).
- Liu Yu, emperador chino de la dinastía Song.